# Огрис, Эрнст
Эрнст Огрис (нем. Ernst Ogris; 9 декабря 1967, Вена — 29 марта 2017, Вена) — австрийский футболист и футбольный тренер.

## Биография
Был младшим братом легенды клуба «Аустрия Вена» Андреаса Огриса. С 1986 года выступал вместе со своим братом за «Аустрию», однако весной 1988 года был продан в «Санкт-Пёльтен». Проведя там два сезона, перешёл в «Адмира Ваккер». С «Адмирой» он играл в финале кубка Австрии и дебютировал в еврокубках, поэтому был также вызван тренером Альфредом Ридлем в национальную сборную. В своём единственном матче за сборную 5 июня 1991 года сыграл против Дании в Оденсе (1:2), отличился голом.
В 1993 году перешел в берлинскую «Герту». Забил семь голов в своём первом сезоне за 21 игру второго дивизиона. В зимнее межсезонье 1994/95 он вернулся в Австрию и играл некоторое время в «Адмире», позже выступал в нескольких венских клубах из низших дивизионов, завершил карьеру в сезоне 2008/09 в составе «Дунауштадта».
С 2008 по 2010 год был тренером «Дунау» из чемпионата Вены, покинул клуб после понижения в Оберлигу Вены B. В дальнейшем продолжал тренировать любительские команды.
Огрис умер 29 марта 2017 года в возрасте 49 лет в больнице кайзера Франца-Иосифа, у него диагностировали вирусную инфекцию, из-за которой его ввели в искусственную кому.